# H1 (Fernsehen)

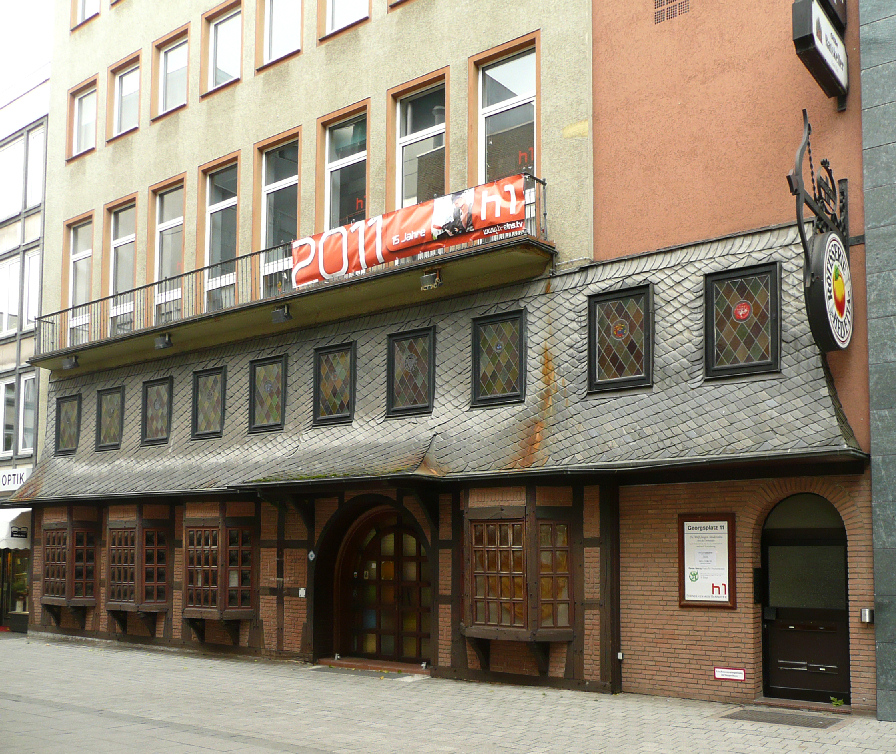
Sitz des Fernsehstudios

h1 – Fernsehen aus Hannover e. V. ist ein gemeinnütziger Verein mit Sitz in Hannover in der Landschaftstraße 7 (nahe dem Aegi). Er betreibt mit h1 den ersten Fernsehsender speziell für die Region Hannover und ihre Orte, zu denen auch die Stadt Hannover gehört.

## Senderbeschreibung
Der Verein gibt auch Nichtmitgliedern, wie Einzelpersonen oder Redaktionsgruppen, Vereinen, Initiativen und Institutionen, Möglichkeiten, ihre Belange einer breiten Öffentlichkeit zu präsentieren.
Im Hause können sich alle Bürger der Region zu Schulungen anmelden, beispielsweise zur Kameraführung oder Film- und Tonschnitt. Auch ein Fernseh- und ein mobiles Studio werden angeboten.
Der Sender, in dem auch Berufsausbildungen angeboten werden, verfolgt das Ziel einer aktuellen, kritischen und kompetenten Berichterstattung von Ereignissen aus dem politischen, kulturellen sowie dem sozialen Leben der Menschen Hannovers und Umgebung.
Der gemeinnützige h1-Trägerverein ist wirtschaftlich und politisch unabhängig, um so einen Sender als wesentlichen Bestandteil der demokratischen Medienlandschaft zu ermöglichen.
Auch regelmäßige Sendungen werden hauptsächlich ehrenamtlich von Bürgern aus Hannover und Umgebung produziert. In eigenen Produktionen können sich auch Laien als Schauspieler, Regisseur, Produzent, Interviewer oder Drehbuchautor versuchen.
In Kooperation mit der htp GmbH, einem Telekommunikationsunternehmen der Stadtwerke Hannover und der EWE AG, können laufende Sendungen im Internet verfolgt werden.

## Geschichte
Nach der Änderung des niedersächsischen Landesrundfunkgesetzes 1993 gründete sich 1994 der Verein Offener Kanal Hannover e. V. (OK Hannover). Der Sender ging am 22. September 1996 mit dem Kulturmagazin OKOK Television und dem Steilpass Sport TV auf Sendung.
Im Herbst 2011 feierte der Sender 15-jähriges Bestehen mit der Aktion „15 Jahre – 15 Orte“. Bei dieser Aktion konnten Zuschauer 15 verschiedene Orte in Hannover aus einer anderen Perspektive besichtigen. Begleitet wurden die ausgewählten Zuschauer von einem Kamerateam, u. a. konnten die Zuschauer so hinter die Kulissen des architektonisch auffälligen Gebäudes der Nord/LB schauen oder das Stadion von Hannover 96, die AWD-Arena, besichtigen.
Im April 2013 erhielt das Jugendmagazin des Senders Schindlers ½ Stunde den Fink Fernsehpreis in der Kategorie Beste Bürgersendung. Die Sendung wurde von März 2012 bis August 2013 einmal im Monat von den Auszubildenden des Senders produziert.
Am 5. Dezember 2013 wurde dem h1-Reporter Mark T. Hofmann von der Niedersächsischen Landesmedienanstalt der Niedersächsische Medienpreis in der Kategorie Unterhaltung verliehen für seine Reportage „Insekten als Fleischersatz“.

## Sendungen und Termine
„h1“ sendet auf der Kabelfrequenz von Euronews (Kanal S11) wochentags täglich ab 15:30 Uhr sein Programm.
| Sendung                    | Sendezyklus                                            | Beschreibung |
| -------------------------- | ------------------------------------------------------ | --- |
| 0511/tv.lokal              | täglich, 18:45 Uhr                                     | Moderatoren präsentieren das Neueste aus Hannover und der Region zu politischen, kulturellen und gesellschaftlichen Themen sowie einen Talkgast, außerdem Verbraucher- und Kinotipps. |
| Klub der Roten Dichter     | jeden Montag live                                      | Livesendung zum letzten Spieltag von Hannover 96 mit Zuschaueranrufen und Beiträge auf Facebook sowie Beiträge vom Training und Statements von Fans. |
| Auf dem h1-Sofa            | Jeden ersten und dritten Donnerstag im Monat 19:30 Uhr | Die ehemalige Chefredakteurin der Bild-Zeitung Hannover, Anne-Kathrin Berger, führt mit der hannoversche Prominenz einen Talk auf dem h1-Sofa über kulturelle, politische und soziale Dinge in Hannover. |
| Wir sprechen über Hannover | eingestellt                                            | Wir sprechen über Hannover war ein Polittalk mit dem damaligen Oberbürgermeister von Hannover, Stephan Weil mit Zuschaueranrufen. Unter leicht abgeändertem Sendeformat hat sich die Sendung in "Warum Herr Weil?" umbenannt, ehe sie ab Frühjahr 2012 erneut unter abgeändertem Format als Presse Club! Hannover im Gespräch erneut neukonzipiert auf Sendung ging. |
| Fisch gibt’s               | eingestellt                                            | Fisch gibt's war bis Oktober 2011 eine Unterhaltungssendung, die Zuschauer mit den Themen Theater, Kunst, Literatur, Musik, Kleinkunst und Sport unterhielt. |
| blickpunkt global          | monatlich                                              | Produziert wird die Sendung von der Projektwerkstatt Umwelt und Entwicklung e. V. Das TV-Magazin berichtet über interkulturelle Ereignisse in Hannover und der Region, über Themen wie Migrationspolitik und Integration, aus der Arbeit interkultureller Organisationen und Vereine.                                                                                |
| blickpunkt umwelt          | monatlich                                              | Produziert wird die Sendung von der Projektwerkstatt Umwelt und Entwicklung e. V. Das TV-Magazin berichtet über Umweltschutz und Umweltpolitik in Hannover und der Region und über Themen wie Solarenergie, Passivhäuser, Fahrradwege, Stadtgrün, Agenda 21, Klimaschutz.                                                                                            |
| Steilpass Sport TV         | mittwochs, 19 Uhr                                      | Die Hauptthemen sind Fußball und Eishockey. |
| LOK                        | monatlich                                              | Die Sendung LOK – Das Stadtmagazin aus Lehrte wird für Lehrte produziert und bei h1 ausgestrahlt. Sie berichtet über die Stadt, Politik, Kultur, Sport, Vereine. |
| Klartext!                  | monatlich                                              | Die Sendung trägt das Motto Wir bringen die Informationen charmant auf den Punkt. |

Weitere Sendungen, die ausgestrahlt werden:
- Upwash! Das Frauenmagazin
- Kultur, Wissenschaft und Wirtschaft mit Helmut Poguntke
- HAN-TV
- Crazy Clip-TV
- D-zentral

## Moderatoren der Sendung 0511/tv.lokal

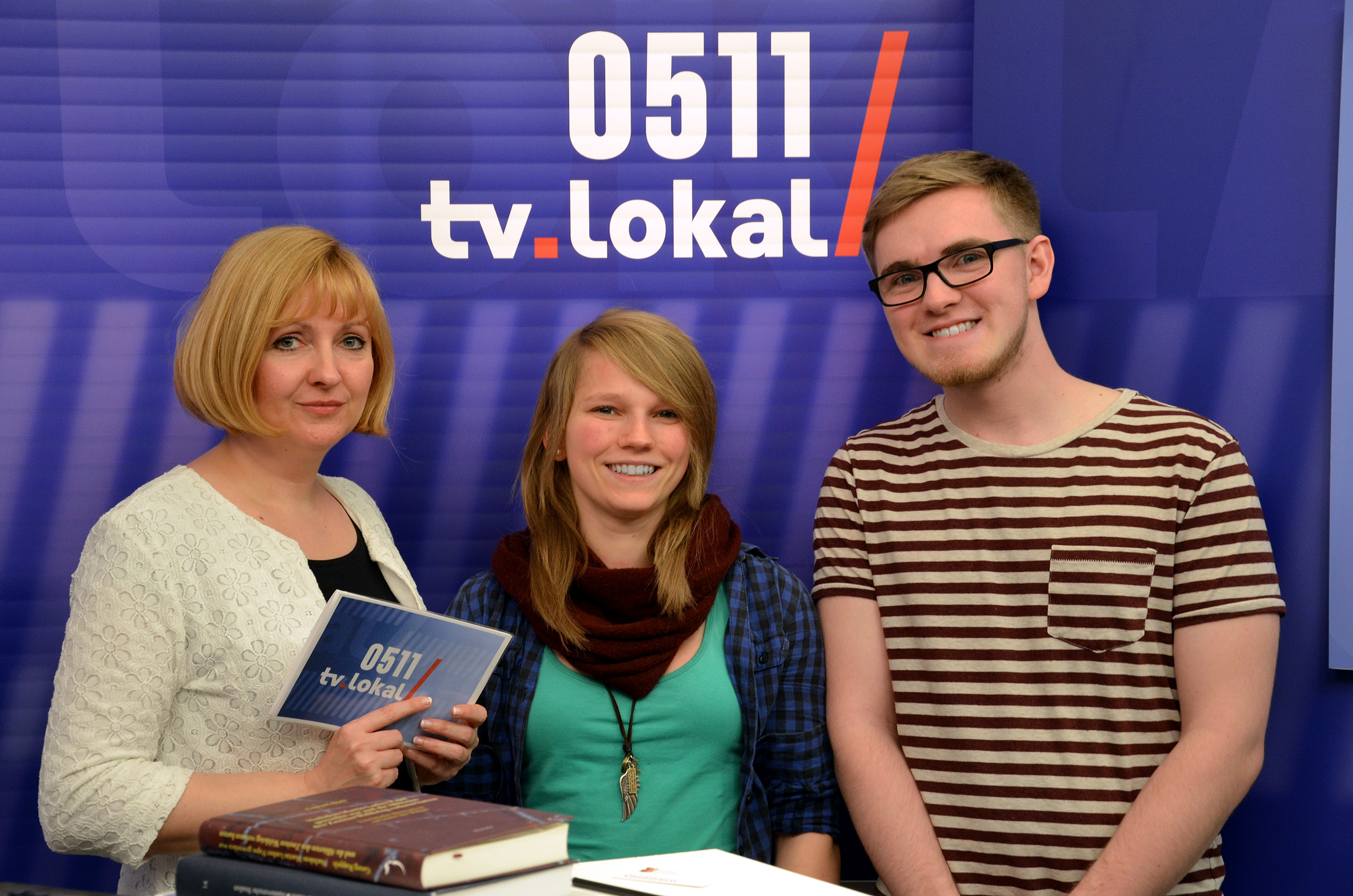
0511/tv.lokal-Moderatorin Renate Scheiblich (links) mit den Auszubildenden Vanessa Rohde und Mario Sadlau im Studio am Georgsplatz 11 (2013)

| Name               | Zeitraum                       |
| ------------------ | ------------------------------ |
| Martin Schlüter    | seit Oktober 2007              |
| Nadja Babalola     | seit April 2009                |
| Ramy El-Shalakany  | seit September 2011            |
| Renate Scheiblich  | seit Dezember 2011             |
| Mark T. Hofmann    | Februar 2012 – Februar 2014    |
| Nico Wieckhorst    | seit März 2017                 |
| Bianca Bindbeutel  | Juli 2012 – Juni 2013          |
| Saskia Reis        | Oktober 2007–2010              |
| Kristina Tirier    | Oktober 2007 – Juni 2010       |
| Gil Köbberling     | Oktober 2007 – August 2008     |
| Vanessa Raab       | Mai 2008 – März 2009           |
| Clara Weritz       | März 2010 – Januar 2012        |
| Daniela Barerra    | März 2010 – Dezember 2010      |
| Amelia Wischnewski | September 2011 – Dezember 2011 |
| Florian Euler      | seit Januar 2022               |

Anmerkungen
1. ↑  seit Frühjahr 2012 unregelmäßig
2. ↑  Unregelmäßig, meist bei Sondersendungen. Seit August 2013 wieder regelmäßig